# Костёл Святого Иакова (Ионишкис)
Костёл Святого Иакова — католический храм в городе Ионишкис Молетского района Литвы.
Первый храм в Ионишкисе был построен иезуитами в 1726 году. Рядом находилась церковно-приходская школа. На попечении пастора Ф. Петраускаса и прихожан в 1848 году были перестроены стены храма.
Из-за языка проведения богослужения в приходе постоянно возникали разногласия между поляками и литовцами.
Костёл прямоугольный в плане, двухбашенный, с трёхстенной апсидой и двумя нижними ризницами. Внутри 3 нефа с колоннами. В храме сохранился корпус органа в стиле рококо.